# Allobuthiscorpiidae
Famille
Les Allobuthiscorpiidae forment une famille éteinte de scorpions du Carbonifère.

## Liste des genres
- † Allobuthiscorpius Kjellesvig-Waering, 1986
- † Aspiscorpio Kjellesvig-Waering, 1986